# Oxalis stricta

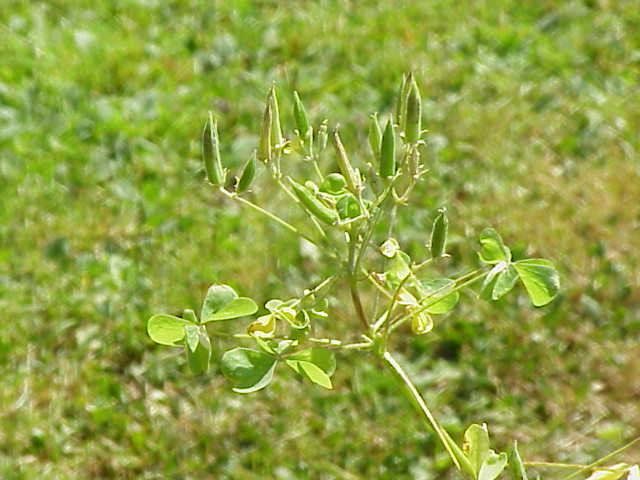
Les capsules mûres s'ouvrent explosivement en projetant les graines alentour

Espèce
Classification phylogénétique
L'Oxalide dressée (Oxalis stricta) est une espèce de plantes herbacées du genre des Oxalis de la famille des Oxalidacées indigène en Amérique du Nord.

## Description
C'est une plante des milieux boisés frais et ombrageux, aussi retrouvée dans les prés et lieux qui ont été remués. On la trouve parfois dans les jardins, les champs et les pelouses dont le sol est un peu acide.
C'est une plante vivace, basse, aux feuilles trifoliées, la foliole a la forme d'un cœur dont la pointe est constituée par le pétiole.

D'abord érigée quand elle est jeune, elle peut ensuite prendre un port rampant.

Les folioles s'ouvrent le jour et se replient la nuit.

Les grandes tiges des feuilles et des fleurs ont un goût acidulé caractéristique: comestibles, elles doivent être consommées en petites quantités car elles contiennent de l'acide oxalique, qui peut être légèrement toxique en ingestion, selon les personnes.
La feuille est de couleur verte et les fleurs sont jaune vif , blanche ou rose et possèdent cinq petites et fines pétales en forme de coupe produites durant tout le temps de la croissance. Les tiges à fleurs forment un bouquet qui dure du printemps à l'automne.
Les capsules mûres s'ouvrent explosivement en projetant les graines alentour lorsqu'elles sont touchées.